# Lithacodia vexillifera
Lithacodia vexillifera là một loài bướm đêm trong họ Noctuidae.